# Craugastor nefrens
Craugastor nefrens es una especie de Anura de la familia Craugastoridae, género Craugastor. Es nativo de Guatemala.

## Distribución y hábitat
Su área de distribución incluye la sierra de Caral en el departamento de Izabal en el suroriente de Guatemala. Su presencia en Honduras no fue confirmada.
Su hábitat natural incluye bosque húmedo tropical de tierras bajas, y tiene un rango altitudinal entre 800 y 1000 m s. n. m.